# Violet Jacob

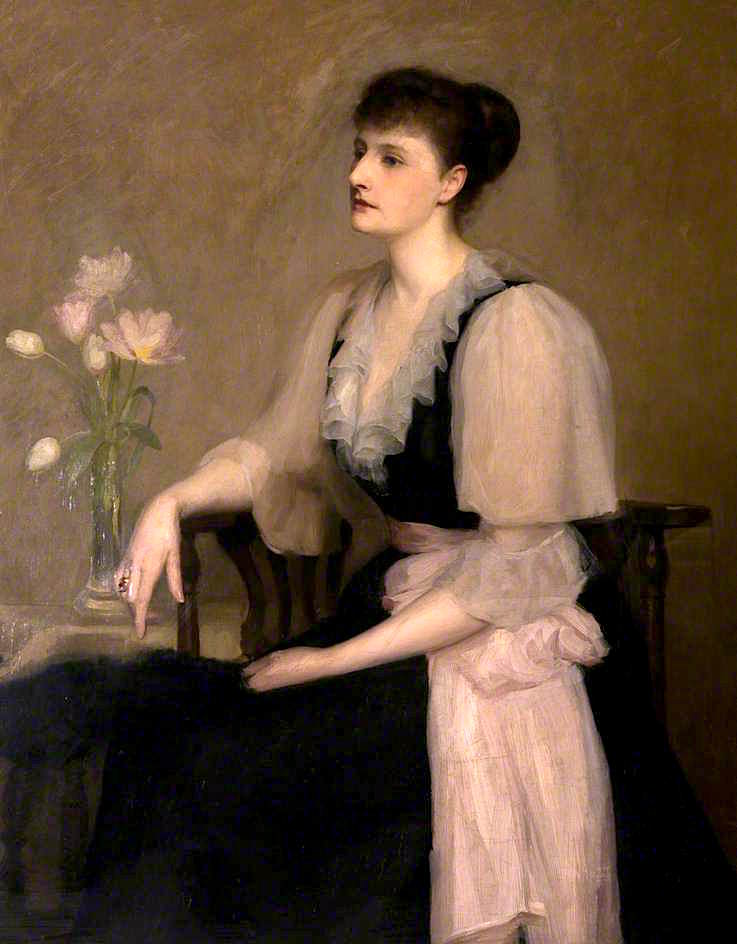
Violet Jacob

Violet Jacob (* 1. September 1863 in Montrose; † 9. September 1946 in Kirriemuir, Angus, Schottland) war eine schottische Schriftstellerin, die heute vor allen Dingen für ihren historischen Roman Flemington und ihre Gedichte bekannt ist. Letztere sind in erster Linie im Schottischen als Braid Scots verbreitet.

## Leben
Sie wurde als Violet Augusta Mary Frederica Kennedy-Erskine geboren, die Tochter des William Henry Kennedy-Erskine (1. Juli 1828 – 15. September 1870) of Dun, Forfarshire, einem Captain der 17th Lancers und Catherine Jones († 13. Februar 1914), der einzigen Tochter des William Jones of Henllys, Carmarthenshire. Deren Vater war der Sohn von John Kennedy-Erskine (1802–1831) of Dun und Augusta FitzClarence (1803–1865), der illegitimen Tochter König William IV. und Dorothea Jordan. Diese war ihrerseits die Großenkelin Archibald Kennedy, 1st Marquess of Ailsa.
Die Umgebung von Montrose, wo der Familiensitz der Dun lag, war der Hintergrund vieler ihrer Geschichten. Violet heiratete am 27. Oktober 1894, Arthur Otway Jacob, einen irischen Major in der Britischen Armee, und begleitete ihren Mann nach Indien, wo dieser seinen Dienst leistete. Das Ehepaar hatte einen Sohn, Harry (* 1895), der als Soldat im Ersten Weltkrieg bei der Schlacht an der Somme 1916 fiel. Arthur Otway Jacob starb 1936, woraufhin Violet aus Indien zurückkehrte, um in Kirriemuir, Angus, zu leben.
In ihrer Dichtkunst wurde Violet Jacob mit den Schottischen Revivalists assoziiert wie Marion Angus, Alexander Gray und Lewis Spence aus der Schottischen Renaissance, welche ihre Inspiration mehr von den frühen schottischen Dichtern zogen wie zum Beispiel Robert Henryson und William Dunbar als von Robert Burns.
Ihre Diaries and letters from India bilden eine gute Quelle für das kulturelle Leben der englischen Bevölkerung in Indien im ausgehenden 19. und beginnenden 20. Jahrhundert, so beispielsweise zum Leben von Adela Florence Nicolson.

## Werke
- The Sheepstealers (1902) Roman
- The Interloper (1904) Roman
- The Golden Heart (1904) Roman
- Verses (1905)
- Irresolute Catherine (1908)
- The History of Aythan Waring (1908)
- The Fortune Hunters and Other Stories (1910)
- Flemington (1911) Historischer Roman
- Songs of Angus (1915) Gedichte
- More songs of Angus and others (1918) Gedichte
- Bonnie Joan and other poems (1921)
- Tales of my own country (1922) Kurzgeschichten
- The Northern Lights and other poems (1927)
- The good child’s year book (1927)
- Lairds of Dun (1931) history
- The Scottish poems of Violet Jacob (1944)
- The Lum hat and other stories: last tales of Violet Jacob (1982)
- Diaries and letters from India 1895–1900 (1990)